# Adolfo Salazar
Adolfo Salazar y Roiz de Palacios (Madrid, 6 de marzo de 1890-Ciudad de México, 27 de septiembre de 1958) fue un musicólogo, crítico, historiador, periodista y compositor español. De formación autodidacta aunque estudió composición con Bartolomé Pérez Casas. Aprendió también de Manuel de Falla y de Felipe Pedrell. Mostró una especial predilección por Ernesto Halffter. Compuso música sinfónica, instrumental, de cámara y canciones. Brillante intelectual y profundo conocedor de las corrientes artísticas y culturales europeas de la época. Tuvo estrecha relación con varios miembros de las generaciones del 14 (Ortega y Gasset, Menéndez Pidal) y del 27 (Federico García Lorca, Gerardo Diego), así como con el Grupo de Madrid o Grupo de los 8 (Ernesto y Rodolfo Halffter, Salvador Bacarisse) y con el grupo de los 6 catalán (Federico Mompou o Eduardo Toldrá). Defensor del impresionismo francés de Maurice Ravel y Debussy y del neoclasicismo de Stravinsky frente al wagnerianismo imperante. Salazar escribió los primeros artículos de la musicología en español referidos a Arnold Schoenberg, aunque nunca comulgó con sus revolucionarias propuestas.

## Biografía
Primeros trabajos en Lira española y en El Imparcial. Codirector de la Revista Musical Hispano-Americana (1914-1918) junto a Rogelio Villar. Sus cerca de 1700 textos de crítica y ensayo en el periódico El Sol (1918-1936) son crónica inigualable del panorama musical de la España de la primera mitad del siglo XX. Al margen de sus artículos de música, escribió sobre literatura inglesa (Hazzlitt el egoísta de 1935) y francesa (Delicioso hereje de 1945) y para revistas de otra índole como Gaceta literaria y Revista de occidente. Secretario de la Sociedad Nacional de Música (1915). Secretario de la Sociedad Internacional de la Música Contemporánea. Miembro fundador de la Société Française de Musicologie. Secretario General de la Junta Nacional de Música y Teatros, durante la II República (1931). Miembro fundador de la Alianza de Intelectuales Antifascistas para la Defensa de la Cultura (sección española de la Asociación Internacional de Escritores en Defensa de la Cultura) y de Hora de España. En 1938 fue nombrado agregado cultural del gobierno republicano en Washington.Exiliado de España al inicio de la Guerra Civil, se instaló en México (1939).
Comienza la publicación de sus ensayos en 1921 con Andrómeda. Bocetos de crítica y estética musical y continúa con textos dedicados a compositores rusos, como Alejandro Borodin y su Príncipe Igor o Modesto Mussorgsky y su Boris Godunof (ambos de 1923), posteriormente Música y músicos de hoy. Ensayos sobre la música actual (1928), Sinfonía y ballet (1929) o La música contemporánea en España (1930). En 1935 aparece una colección de ensayos con el título Hazzlit, el egoísta y otros papeles. Pequeñas digresiones sobre la vida y los libros (Yagües), además, aparecen sus primeros libros: La música actual en Europa y sus problemas (1935) y El siglo romántico. Ensayos sobre el Romanticismo y los compositores de la época romántica (1936).
Ingresó a La Casa de España en México en marzo de 1939. Impartió un curso de conferencias sobre Música y soledad en el siglo XX (1939) en el Salón del Palacio de Bellas Artes; impartió la Cátedra de historia de la música. La música en la sociedad europea desde los tiempos primitivos hasta fines del siglo XVIII, en el salón de la Universidad Nacional Autónoma de México (UNAM) (jun.-dic., 1939). Dos cursos semestrales: 1) La música en el siglo XVIII. Los instrumentos. Las formas. Los compositores y 2) Las corrientes directrices en el arte musical contemporáneo, en la Facultad de Música, UNAM (1940). Ciclo de conferencias en la sala de actos del Conservatorio Nacional de Música sobre Las grandes estructuras de la música (1940). Ciclo de conferencias sobre La rosa de los vientos en la música europea (1940) en el Salón de conferencias del Palacio de Bellas Artes. El año de 1941 otro ciclo de conferencias sobre Los grandes periodos en la historia de la Música en el Salón de conferencias del Palacio de Bellas Artes. El año siguiente un curso anual en el Palacio de Bellas Artes sobre La música en el periodo romántico, además de un ciclo de conferencias sobre Introducción a la música actual.
En 1943-1944 un curso sobre Historia de la música en la Alianza Francesa de México. En 1944 realizó trabajos de investigación en bibliotecas de Washington, New York, Bostón y Cambridge. En 1945 un curso en el Conservatorio Nacional de Música sobre la Historia de la música instrumental. En aquel momento, la Secretaría de Educación Pública le otorgó el nombramiento de profesor de Historia de la música. Impartió además un curso anual de conferencias sobre Historia de la música de cámara en la Alianza Francesa de México y otro ciclo de conferencias sobre la Historia de la música orquestal en la sala del Palacio de Bellas Artes. En 1946 cursos de Historia general de la música en el Conservatorio Nacional de Música.
Miembro de la Hispanic Society of América en Nueva York (1948). Sucedió a Pedrell en el Comité Directivo de la Sociedad Internacional de Musicología. Murió el 27 de septiembre de 1958 en México de parálisis progresiva tras cuatro años de enfermedad.

## Obra musical
| 1913 - La couvertire (Goethe), canto y piano - Melancolie (Goethe), canto y piano 1915 - Tres poemas de Rosalía de Castro, canto y piano - Jaculatoria (Juan Pujol), canto y piano 1916 - Rosas de Saadi (M. Desbordes), canto y piano - Tres Preludios para piano - Hubo un proyecto de orquestación por parte de Falla (1o), Ernesto Halffter (2o) y Oscar Esplá (3o, no realizado). Los dos primeros fueron incluidos en sus conciertos por la Orquesta Bética de Cámara dirigida por Ernesto Halffter, aunque silenciando el nombre de los orquestadores. 1917 - Cuarteto en Sol menor, c. de cuerda - Schumaniana, piano | 1920 - Trois chansons de Verlaine, canto y piano 1923 - Arabia, cuarteto de cuerda - Arabia, orquesta 1924 - Cuarteto no 3 en Si menor, c. de cuerda - Rubaiyat, c. de cuerda (con dibujos de Dalí) 1925 - Trois petites pieces, para flauta, oboe, trompeta, viola, guitarra y fagot 1927 - Zarabanda, flauta, viola y fagot - Romancillo, guitarra - Romancillo, piano - Deux Infantines, guitarra - Cuatro canciones sobre textos de poetas españoles de los siglos XVI y XVII, coro | 1929 - Paisajes, orquestal 1934 - Homenaje a Arbós, orquestal 1948 - Cuatro letrillas que se cantan en las obras de Cervantes, coro ¿? - Canción de poeta (V. Hugo), canto y piano - Aspiración / Tomorrow (B. Shelley), canto y piano - Tres Danzas para combinación antigua, para flauta, oboe, clarinete, trompa, trompeta, arpa y cuerdas - When I am dead my Dearest, canto y piano |

## Obra escrita
| -Le jeune musique: Falla et Halffter. La Revue Musicale, 5, 11, octubre (254-256). (1924). -La Orquesta Bética de Cámara: œuvres nouvelles de Falla, Esplá et Halffter. La Revue Musicale, 7, 1, noviembre (79-81). (1925). -Música y músicos de hoy (1928) -Sinfonía y ballet (1929) -Música contemporánea de España – ensayo (1930) -La música actual en Europa y sus problemas (1935) -El siglo romántico (1935) -La música en el siglo XX (1936) -Los grandes compositores de la época romántica (1936) -Música y sociedad en el siglo XX (1939) | -Conceptos fundamentales en la historia de la música - ensayo (1940) -Conceptos de Wölfflin (1940) -La esencia de estilo gótico de Worringer (1940) -La música moderna (1944) -La música en la sociedad europea – ensayo (1942-1946) -La danza y el ballet (1948) -La música en Cervantes y otros ensayos (1948) -La música: Como proceso histórico de su invención (1950) -Ensayos sobre Bach (1951) -La música y el ballet – ensayo (1951) | -La música de España (1953) -Ensayo sobre la música griega (1954) -La rosa de los vientos. Conceptos fundamentales en la historia del arte musical (México, 1940 – Madrid, 1954) -La música orquestal en el siglo XX. (1998) -Epistolario (1912-1958) Recopilación y edición crítica de 741 cartas escritas y/o recibidas por Adolfo Salazar. (2008) -Textos de crítica musical en el periódico El Sol (1918-1936). Adolfo Salazar. (2009) -Diversos escritos sobre Salazar de Emilio Casares, Consuelo Carredano, Jesús Bal y Gay y Luis Cernuda. |